# Heteropogon chircahua
Heteropogon chircahua là một loài ruồi trong họ Asilidae. Heteropogon chircahua được Wilcox miêu tả năm 1965. Loài này phân bố ở vùng Tân Bắc giới.